# Nguyễn Nho Túy
Nguyễn Nho Tuý (12 tháng 1 năm 1898 – 30 tháng 6 năm 1977) hiệu Hàm Quan, là một nghệ nhân tuồng người Việt Nam, nguyên Trưởng Ban nghiên cứu tuồng thuộc Vụ Nghệ thuật sân khấu Bộ Văn hóa. Ông từng là Đại biểu Quốc hội Việt Nam khóa 3 và là đại biểu Quốc hội đầu tiên của sân khấu tuồng cách mạng. Nguyễn Nho Túy là học trò ưu tú của ông Nguyễn Hiển Dĩnh, một nghệ sĩ tuồng xuất sắc nhất miền Trung thời kỳ đó.

## Cuộc đời
Nguyễn Nho Túy tên khai sinh là Nguyễn Thủ, bí danh Thuần Chi, sinh ngày 12 tháng 1 năm 1898 tại Điện Minh, huyện Điện Bàn, tỉnh Quảng Nam, là nơi nổi danh về tuồng Quảng Nam. Lúc còn trẻ ông được gọi là Kép Thủ, về sau được gọi là Đội Tảo. Cha ông là Bốn Quảng, cũng là một kép hát trong cung đình triều Nguyễn. Ngay từ nhỏ ông đã yêu thích hát bội, có giọng hát tốt. Năm 13 tuổi, ông được cha dạy diễn tuồng. Năm 14 tuổi, ông đóng vai Hồ Nguyệt Cô trong vở Võ Tám Tư trảm Nguyệt Cô. Ngoài ra, ông còn học chơi đàn bầu.
Năm 15 tuổi, ông vào trường hát tuồng của Nguyễn Hiển Dĩnh, tham gia diễn các vai đào như đào chiến, đào trào, đào phiên... Năm 23 tuổi, ông đóng các vai kép, điêu luyện trong việc sử dụng đôi hia và ngọn giáo. Năm 28 tuổi, ông nhận bằng phó ca của triều đình Huế. Với sự ham học hỏi và tìm tòi của mình, ông đã đóng thành công Địch Thanh, Đổng Kim Lân, Quan Công, Tạ Ngọc Lân, Ngạn Quang ... Ông được chọn vào một trong Ngũ mỹ (năm người đóng tuồng giỏi nhất) của tỉnh Quảng Nam: Lão văn ông Phẩm (Chánh Phẩm, tức Nguyễn Phẩm), lão vẽ ông Độ, kép ông Tảo, nịnh ông Lai (Sáu Lai, tức Nguyễn Lai), tướng ông Thùy, và được ca ngợi là "Con rồng trên sân khấu" 
Kháng chiến bùng nổ, ông tham gia kháng chiến, rồi gia nhập Đoàn Tuồng liên khu V do Hoàng Châu Ký thành lập năm 1952, cùng các nghệ nhân Nguyễn Lai, Phó Sơn, Ngô Thị Liễu, Nguyễn Phẩm,... xây dựng đoàn. Ông đóng thành công vai ông Bảng trong vở Chị Ngộ (Nguyễn Lai), một vở tuồng hiện đại. Sau Hiệp định Genève năm 1954, ông tập kết ra Bắc, ở đây ông xây dựng Đoàn Tuồng Bắc và cùng nghệ sĩ Ngô Thị Liễu nhiều lần biểu diễn trước Chủ tịch Hồ Chí Minh, ngoài ra ông còn tham gia giảng dạy, đào tạo nhiều thế hệ diễn viên tuồng.
Nguyễn Nho Tuý là một trong những nghệ sĩ tuồng cách mạng xuất sắc, đã có nhiều đóng góp trong việc bảo tồn, phát triển sân khấu tuồng hiện đại. Sau ngày miền Nam hoàn toàn giải phóng (1975), ông về công tác tại Đà Nẵng, tiếp tục giảng dạy cho các diễn viên trẻ trong đoàn tuồng Quảng Nam – Đà Nẵng, là người thầy đã trực tiếp đào tạo nhiều Nghệ sĩ nhân dân, Nghệ sĩ ưu tú, như: Võ Sĩ Thừa, Minh Ngọc, Lê Tiến Thọ, Đình Bôi, Trần Đình Sanh, Đinh Quả, Vĩnh Phô, Hưng Quang, Quang Hạnh, Nguyễn Kiểm... Ông dành phần lớn thời gian trong quãng đời hoạt động nghệ thuật của mình cho công tác giảng dạy, đạo tạo diễn viên trẻ. Ông còn là ủy viên Ban chấp hành Hội liên hiệp Văn học Nghệ thuật Việt Nam và được Chính phủ tặng thưởng Huân chương Lao động hạng Nhất cùng nhiều huân chương khác. Ông qua đời vào ngày 30 tháng 6 năm 1977. Năm 1984, ông được truy tặng danh hiệu Nghệ sĩ nhân dân đợt đầu tiên.